# Кузьмин, Андрей Иванович
Андрей Иванович Кузьмин (Кузмин, Козмин, Козьмин) (ок. 1700—1744) — судостроитель, мастер шлюпочного и ботового дела. Строил пакетботы на Олонецкой верфи и на петербургском Галерном дворе. Участник Второй Камчатской экспедиции, строитель для неё пакетботов «Святой Пётр», «Святой Павел», «Святой Иоанн Креститель», бригантины «Архангел Михаил» и дубель-шлюпки «Надежда» на Охотской верфи.

## Ранние годы
Андрей Иванович Кузьмин родился около 1700 года в усадьбе Трегачев Осиновецкого стана Костромского уезда Московской провинции, происходил из мелкопоместных дворян.
1 апреля 1708 года был зачислен в младший класс московской Школы математических и навигацких наук. В 1715 году, после завершения учёбы, был направлен в Англию для обучения шлюпочному делу у ботового мастера Бевена. Оплата за обучение составляла 80 фунтов. В 1723 году возвратился в Россию. 6 сентября 1723 года был включён в список лиц происходивший из дворян для представления в Коллегию геральдических дел. 19 августа 1724 года получил назначение строить боты на «голландский манер» на петербургском Галерном дворе, но в сентябре того же года последовал распоряжение Адмиралтейств-коллегии «отправить от Адмиралтейства на Олонецкую верфь ботового и шлюпочного дела обучавшегося в Англии мастера Андрея Кузьмина и велеть быть ему там до окончания пакетботного дела». Кузьмину поручалось участвовать в строительстве восьми пакетботов. К июлю 1726 года он, под руководством мастера ластовых судов В. Фогеля, завершил постройку четырёх пакетботов, которые были сразу отправлены в Санкт-Петербург, два пакетбота спустил на воду и ещё два достраивал на стапелях Олонецкой верфи. В августе того же года Кузьмин получил указ о немедленном возвращении в Петербург и строить там пакетботы. В 1729 году ему было велено находиться в Главном адмиралтействе при строительстве только ботов.

## Служба на Охотской верфи
В январе 1733 года начался набор в состав Второй Камчатской экспедиции. 6 февраля 1733 года начальник Южного отряда экспедиции капитан полковничьего ранга М. П. Шпанберг представил в Адмиралтейств-коллегию список из 10 морских и адмиралтейских служителей для строительства судов экспедиции, которые под его руководством должны были первыми отправиться в Охотск. Судовому мастеру Василию Соловьёву, который ранее был включён в состав экспедиции, было поручено «отыскать новопостроенному пакетботу чертёж и по нему немедленно составить смету „о лесах и прочем такелаже“». Соловьёв нашёл чертёж и составил смету, но вместо него в экспедицию был направлен ботового и шлюпочного дела мастер Андрей Кузьмин, который 23 февраля 1733 года, получив от Адмиралтейств-коллегии судовые чертежи, покинул столицу вместе с первой группой отряда и отправился в Охотск.
Восемь месяцев группа добиралась сухопутным, водным и санным путями через Тобольск и Енисейск до Илимска. 11 октября 1733 года Шпанберг отправил А. И. Кузьмина с группой в 120 человек из Илимска до Якутска. На пути следования, в селе Сполошино, Кузьмин получил приказ «валить лес: 500 лиственничных брёвен для строительства в Якутске судов и 350 брёвен для постройки амбаров». Весной 1734 года группа отправилась реками до Юдомского Креста. Перезимовав там, 3 января 1735 года, выехали в Охотск, где начались работы по поискам и заготовке леса, годного для строительства судов.
4 июля 1735 года на Охотской верфи заложили первые суда. В 1935—1737 годах А. И. Кузьмин вместе с корабельным мастером ластовых судов Макаром Ругачёвым строил для Охотской флотилии бригантину «Архангел Михаил» и дубель-шлюпку «Надежда» (спущена на воду 19 июля 1737 года), которые в составе отряда М. П. Шпанберга принимали участие в Великой Северной экспедиции.

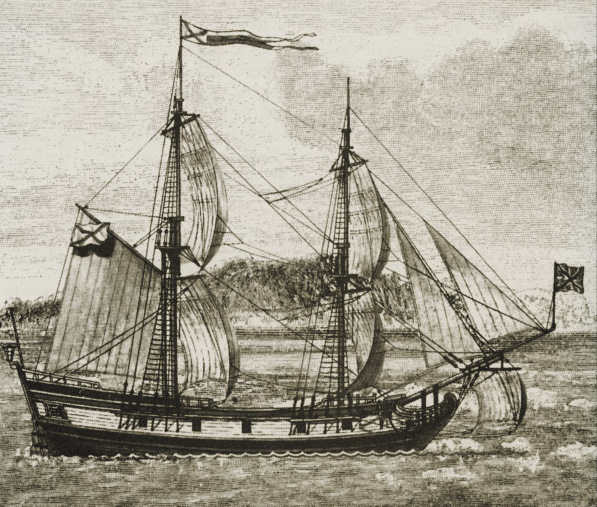
Пакетбот «Святой Пётр» на рисунке XIX века

5 сентября 1737 года в Охотск прибыл руководитель Великой Северной экспедиции Витус Беринг и убедившись, что годных судов для исследования берегов Америки нет, созвал консилиум в составе А. Чирикова, М. Шпанберга и В. Вальтона, который решил построить два 14-пушечных пакетбота. 12 ноября 1737 года А. Кузьмин и М. Ругачёв заложили эти суда в Охотске и приступили к их строительству. Летом 1740 года пакетботы были спущены на воду: «Святой Пётр» — 29 июня и «Святой Павел» — 2 июля. 6 августа 1740 года судостроители окончательно завершили постройку судов, а через месяц они вышли из Охотска на Камчатку. Пакетботом «Святой Пётр» командовал капитан-командор Витус Беринг, «Святым Павлом» — командовал А. И. Чириков.
В 1739 году в Охотске А. И. Кузьмин отремонтировал бот «Святой Гавриил», построенный в 1728 году мастером учеником ботового дела Ф. Ф. Козловым на Камчатке. В 1741 году Кузьмин заложил на Охотской верфи пакетбот «Святой Иоанн Креститель», который после постройки, также принимал участие в экспедиции М. П. Шпанберга, а после её завершения пакетбот использовался в качестве грузового судна. Разбился 12 октября 1753 года в устье реки Озёрная.
После ухода основной части экспедиции в плавание, в Охотске, за командира оставался англичанин на русской службе лейтенант В. Вальтон, командир дубель-шлюпки «Надежда». Ему было поручено заготовить лиственничный лес и построить ещё одну дубель-шлюпку. Для постройки судна был оставлен Андрей Иванович Кузьмин, который также, после ухода в плавание Вальтона в феврале 1742 года, оставался на несколько месяцев за командира экспедиции в Охотске.
В августе 1742 года Кузьмин обратился с просьбой к А. И. Чирикову отпустить его в Петербург или Якутск «до указу из-за болезней и слабого зрения». Чириков сообщил о просьбе Шпанбергу и высказал своё мнение: если Беринг осенью в Охотск не вернётся и Шпанбергу Кузьмин не нужен, то его можно отпустить в Якутск. Шпанберг не возражал, и в сентябре мастер выехал в Якутск.
19 октября 1742 года Кузьмин написал доношение императрице Елизавете Петровне, в котором просил отставить его от судового строения и разрешить вернуться в Санкт-Петербург: «… ныне пришёл я, нижайший, в глубокую старость и дряхлость, и глазами моими весьма стал незрителен, не токмо что обстоятельно какое морское судно построить, но и абрасу их не мог обрисовать за недозрением очей моих». В ожидание ответа, Кузьмин с марта по июнь 1743 года оставался в Якутске «для отправления экспедичных дел» и ежедневно вёл «Журнал содержащим в команде господина ботового и шлюпочного дела мастера Козмина отдающим приказам и о исполнении и о прочем».
По указу Сената от 26 сентября 1743 года Вторая Камчатская экспедиция была прекращена, но указ до Охотска шёл долго. В начале 1744 года Андрей Иванович был направлен в Охотск для освидетельствования бота, заложенного Вальтоном, а затем ему было поручено «с необходимыми ему адмиралтейскими и сибирскими плотниками оставаться в Охотске для починки и приведения в готовность дубель-шлюпки „Надежда“». В апреле 1744 года Кузьмин окончил работы, и уехал в Томск, где уже собралась вся команда Второй Камчатской экспедиции. В Томске Кузьмин провёл последние месяцы своей жизни, и скончался 20 декабря 1744 года (по другим данным в 1774 году).

## Семья
Андрей Иванович был женат на Василисе Петровне. При убытии Кузьмина во Вторую Камчатскую экспедицию, его жена находилась в положении, и оставалась в Петербурге. О том, что у него родился сын, Кузьмин узнал в пути, и до конца своей жизни он ничего не знал о нём и своей семье. Также как и семья ничего не знала о судьбе Кузьмина. Только 30 апреля 1756 года Адмиралтейств-коллегия послала указ в Обер-сарваерскую контору «о выдаче умершего ботового и шлюпочного дела мастера Андрея Козмина жене его вдове Василисе Петровне заслуженного и вдовского жалования».
Сын Андрея Ивановича Михаил в 1761 году значился «отставным Академии учеником». По данным «Морского энциклопедического словаря» В. В. Дмитриева у Андрея Ивановича был сын — Т. А. Козьмин, который якобы после смерти отца построил 9 мореходных судов, но эта информация другими источниками не подтверждается.